# インテンス
株式会社インテンス （英: INTENSE,Ltd.）は、東京都江東区に本社を置く日本の企業。コンピュータゲームソフトウェアの企画・開発を主業務とする。
2002年に有限会社インテンスとして設立、2005年に株式会社に改組。コンピュータゲームソフトの開発請負を主な事業としており、2007年のSIMPLE DSシリーズ Vol.27 THE 密室からの脱出 〜THE推理番外編〜以降は脱出ゲームを主に開発している。

## 主な開発タイトル
自社パブリッシングタイトル
- 超科学脱出シリーズ（英語版）
- パズルアドベンチャー ブロッくる
- 少女キャリバー.io ※2024年5月23日にメジャーアップデートを実施し『少女キャリバーW』へリニューアル[2]

他社タイトル
- 甲虫王者ムシキング 〜グレイテストチャンピオンへの道〜（セガ）[1]
- THE 密室からの脱出シリーズ（ディースリー・パブリッシャー）
- 密室のサクリファイス（ディースリー・パブリッシャー）
- 女の子と密室にいたら○○しちゃうかもしれない。（ディースリー・パブリッシャー）
- 脱出アドベンチャーシリーズ （アークシステムワークス）
- 星霜のアマゾネス （アークシステムワークス）